# Kvantový Zenónův jev

Schematické znázornění kvantového Zenónova jevu, kde měřením polohy dochází k lokalizaci vlnového balíku v jednom z devíti sektorů, ohraničených v animaci černými čarami. Pro bližší popis viz text nalevo.

Pojmem kvantový Zenónův jev (anglicky: quantum Zeno effect) se v kvantové fyzice označuje jev, kdy se vlivem často opakovaného měření zpomalí či zcela zastaví přirozený časový vývoj nějakého fyzikálního systému. Příkladem takového systému může být nestabilní částice a jejím přirozeným časovým vývojem pak její radioaktivní rozpad. Je-li částice soustavně monitorována, přičemž se měří, zda se již rozpadla či nikoliv, je vlivem tohoto monitorování proces rozpadu zpomalen. Ke zpomalení časového vývoje může docházet i tehdy, když k žádnému měření nedochází. Pro existenci jevu v takovém případě stačí, když systém interaguje se svým okolím a informace o jeho stavu se tak dostává do okolního prostředí.
Svoje jméno obdržel kvantový Zenónův jev, označovaný též kvantový Zenónův paradox (anglicky: quantum Zeno paradox), pro svou podobnost s paradoxem šípu, jedním z paradoxů představených antickým filozofem Zénónem z Eleje. V paradoxu šípu je uvažován z luku vystřelený šíp, jenž letí ke vzdálenému terči. Dobu, za kterou šíp urazí cestu od luku k terči, lze rozdělit do velmi krátkých okamžiků, přičemž se v každém okamžiku šíp nachází v nějakém konkrétním místě mezi lukem a terčem. V každém z těchto okamžiků tedy šíp stojí na místě. Protože stojí v každém okamžiku na místě, stojí tak na místě po celou dobu. Jak je tedy možné, že šíp vůbec doletí k terči? V kvantové analogii je v každém okamžiku provedeno měření, které zastaví vývoj kvantového systému v jistém konkrétním stavu. Tento stav je pro všechny okamžiky stejný a výsledkem je, že časový vývoj systému ustrne na místě.
Vlivem soustavného měření kvantových systémů nemusí docházet jen ke zpomalení jejich přirozeného vývoje, ale může docházet i k přesně opačnému jevu, kdy je časový vývoj systému urychlen. V takovém případě hovoříme o anti-Zenónově jevu (anglicky: anti-Zeno effect), popř. anti-Zenónově paradoxu (anglicky: anti-Zeno paradox). Analýzou různých fyzikálních systémů se ukazuje, že tento opačný jev, kdy dochází ke zrychlení vývoje, nastává v přírodě mnohem častěji, než jev, při němž se vývoj systému zpomalí.
V animaci napravo je schematicky zobrazen volný časový vývoj vlnové funkce ve formě vlnového balíku, která se z počátečního centrálního výstupku postupně "rozlévá" do stran, viz levá část animace. V části uprostřed je čas od času provedeno kvantové měření, které lokalizuje vlnovou funkci v jednom z devíti sektorů. Volba sektoru je náhodná, její pravděpodobnost je nicméně dána velikostí překryvu daného sektoru a vlnové funkce. V pravé části animace je pak zobrazen kvantový Zenónův jev, kdy jsou měření po sobě prováděna tak často, že vlnová funkce nestihne "přetéct" podstatnou měrou do okrajových sektorů a zůstává tak po měření pokaždé v sektoru prostředním a tím pádem i ve svém počátečním stavu.

## Princip
Časový vývoj izolovaného systému v kvantové mechanice je deterministický a spojitý. Pokud se na začátku vývoje nachází systém v jistém počátečním stavu, začne se v závislosti na přesné časové dynamice systému jeho stav od toho počátečního čím dál víc vzdalovat. Necháme-li systém volně vyvíjet, nachází se tento po dlouhé době ve stavu, jenž je velmi odlišný od toho počátečního. Představme si nyní však situaci, kdy nenecháme systému na takový vývoj dostatečný čas. Díky spojitosti časového vývoje je stav systému po jistou dobu blízko stavu počátečnímu. Pokud se omezíme na velmi krátké časy, je stav systému téměř totožný s tím počátečním.
Jistým protipólem spojitého vývoje je v kvantové mechanice proces měření. Měření zastává v kvantové fyzice nezastupitelnou roli nejen jako prostředek pro zjištění stavu systému, ale i jako způsob jeho manipulace. Na rozdíl od klasické fyziky, v kvantové fyzice měření doprovází i náhlá nedeterministická změna kvantového stavu, které se říká kolaps vlnové funkce. Při ní systém náhodně přejde do jednoho z pevně daných kvantových stavů, jejichž tvar závisí výhradně na měřené veličině. Ačkoliv je tato skoková změna náhodná, pravděpodobnosti jednotlivých výsledků nejsou stejné a systém tak může přejít do některých výsledných stavů častěji než do jiných. S obzvláště velkou pravděpodobností pak dochází k přechodu do takového výsledného stavu, který je velmi podobný stavu systému před měřením.
Uvažme nyní systém, který se nechá vyvíjet po jistou, avšak velmi krátkou, dobu. Po jejím uplynutí je systém vystaven měření. Za tuto krátkou dobu se stav systému od toho počátečního odchýlil jen velmi málo a tak je pravděpodobnost, že systém zkolabuje do původního stavu, velmi vysoká. Pokud vskutku měřením zjistíme, že se systém po měření nachází v původním stavu, začíná celé kolo nanovo. Opět se nechá systém po krátkou dobu volně vyvinout a opět je poté vystaven měření. Dojde-li tímto měřením opět ke kolapsu systému do počátečního stavu, pokračujeme v cyklu dále. Pokud tento postup opakujeme neustále dokola, můžeme v podstatě zmrazit stav našeho systému, a to i přes to, že by se za normálních podmínek počáteční stav vyvinul do stavu velmi odlišného. Tomuto zafixování stavu systému pomocí opětovných měření se říká kvantový Zenónův jev. Ačkoliv vždy existuje nenulová pravděpodobnost, že systém zkolabuje do jiného než původního stavu, lze ukázat, viz níže, že pro dostatečně krátké časové intervaly je tato pravděpodobnost naprosto zanedbatelná a systém tak zkolabuje do svého původního stavu prakticky při každém měření.

## Historie
Prvními, kdo označil výše popsané zmrazení kvantového vývoje pojmem Zenónův paradox, byli B. Misra a E. C. G. Sudarshan v článku "The Zeno's paradox in quantum theory" z roku 1977. V tomto článku bylo podáno rigorózní matematické odvození pravděpodobnosti, s jakou se nestabilní částice rozpadne, je-li vystavena neustálému měření. Autoři došli k paradoxnímu závěru, že taková částice se nikdy nerozpadne. Následně se ukázalo, že na existenci tohoto jevu upozornil již roku 1968 W. Yourgrau, když ho pod názvem Turingův paradox (anglicky: Turing's paradox) zmínil ve svém seznamu paradoxů kvantové mechaniky. Kvantový Zenónův jev byl zprvu studován především na příkladu nestabilního systému, který podléhá rozpadu, přičemž rychlost tohoto rozpadu lze pozměnit častým měřením. Za normálních podmínek se takovýto rozpad chová podle exponenciálního zákona. V tomto kontextu se objevilo již o mnoho let dříve vícero článků, které upozorňovaly na odchylky od exponenciálního zákona, i když nebyla provedena spojitost s opakovaným kvantovým měřením. Často je zmiňován článek sovětského autora L. A. Khalfina z roku 1957, na nějž později v roce 1961 navázal R. G. Winter.
Ačkoli byl v původním článku o Zenónově jevu studován především případ s úplným zastavením časového vývoje sledovaného systému, lze uvažovat i jeho neideální verzi, kdy dochází pouze ke zpomalení tohoto vývoje. Právě na tuto neideální verzi se zaměřili autoři experimentu z roku 1990, kde byl častým měřením zpomalen přechod iontu beryllia {\displaystyle {}^{9}Be^{+}} mezi jeho dvěma hyperjemnými hladinami v základním stavu. Tato práce se stala první explicitní experimentální realizací kvantového Zenónova jevu.
Objevila se ale i kritika původního článku, podle níž není situace, kdy lze časový vývoj systému zcela potlačit, fyzikální. Důvodem je mimo jiné předpoklad libovolně krátkého měření, které lze kdykoliv opakovat. Kvůli principům neurčitosti v kvantové mechanice je doba měření spjata s rozptylem energie a čím kratší měření provedeme, tím k většímu rozptylu energie částice dochází. To ale není v souladu s tím, že se energie částice nemá během celého procesu měnit. Dále se ukázalo, že častým měření se nemusí vývoj částice zpomalovat, ale může docházet i ke zcela opačnému jevu, kdy se její vývoj zrychluje. Tento případ dostal jméno anti-Zenónův paradox (anglicky: anti-Zeno paradox), popř. anti-Zenónův jev (anglicky: anti-Zeno effect). Ačkoli je pro pozorování anti-Zenónova jevu nutná platnost jistých předpokladů, jsou tyto předpoklady slabší než pro Zenónův jev a v přírodě tak spíše dochází ke zrychlení rozpadu částic než k jejich zpomalení. Studiem fyzikálních podmínek, za nichž k Zenónově jevu dochází, se navíc zjistilo, že pro jeho existenci není nutné vystavit daný systém skutečnému měření. Stačí pouze, aby šlo alespoň v principu identifikovat různé naměřitelné možnosti a že je to tedy rozlišitelnost a ne nutně proces měření, které k jevu vedou.
Zenónův jev se již dočkal i návrhů na praktické využití. Patrně nejznámější je jeho aplikace ve vylepšené verzi Elitzur-Vaidmanova modelu bezinterakční měření. V původním návrhu lze pomocí tohoto modelu zjistit přítomnost jistého objektu, aniž by s ním testovací částice interagovala. Účinnost tohoto modelu je avšak nanejvýš padesát procent. Využitím Zenónova jevu lze zvýšit tuto účinnost libovolně blízko sto procentům. Jinou aplikací v podobném duchu je tomografie kvantových stavů, kdy lze díky Zenónově jevu snížit počet částic nutných pro provedení kvantové tomografie.

## Matematické odvození
V této sekci je podáno matematické odvození výše uvedených tvrzení týkajících se "zmrazení" stavu volně se vyvíjejícího systému pomocí často opakovaných měření. Pro jednoduchost se omezíme na čisté kvantové stavy popsané pomocí ketů, ale obdobnou diskuzi lze provést i v obecném případě smíšených stavů popsaných operátory hustoty.
Volný časový vývoj kvantového systému je dán Schrödingerovou rovnicí, v níž vystupuje Hamiltonián {\displaystyle H} daného systému, o němž pro jednoduchost předpokládáme, že je časově nezávislý. Řešení Schrödingerovy rovnice pak lze, alespoň formálně, napsat ve tvaru
{\displaystyle |\psi (t)\rangle =e^{-i{\frac {t}{\hbar }}H}|\psi (0)\rangle ,}
kde {\displaystyle |\psi (0)\rangle } je počáteční stav systému a {\displaystyle |\psi (t)\rangle } je jeho stav v čase {\displaystyle t}. Pokud studujeme chování systému těsně po zahájení jeho volného vývoje, kdy je {\displaystyle t} ještě malé, můžeme výše uvedenou exponencielu rozvést do nekonečné řady a zanedbat členy odpovídající vyšším mocninám {\displaystyle t}. Omezíme-li se jen na mocniny druhého řádu, přejde výše uvedená rovnice do tvaru
{\displaystyle {\begin{aligned}|\psi (t)\rangle &\approx (\mathbb {I} -i{\frac {t}{\hbar }}H-{\frac {t^{2}}{2\hbar ^{2}}}H^{2})|\psi (0)\rangle \\&=|\psi (0)\rangle -i{\frac {t}{\hbar }}H|\psi (0)\rangle -{\frac {t^{2}}{2\hbar ^{2}}}H^{2}|\psi (0)\rangle .\end{aligned}}}
Označme si počáteční stav systému symbolem {\displaystyle |e\rangle =|\psi (0)\rangle }. Bez újmy na obecnosti můžeme pro větší názornost vzít za kvantový systém nestabilní částici, jež se na počátku nachází v excitovaném stavu {\displaystyle |e\rangle }. Pro kvantový Zenónův jev je podstatné, že sledujeme, zda se za dobu {\displaystyle t} kvantový systém odchýlil od původního stavu či nikoliv. Takovéto proceduře odpovídá kvantové měření popsané dvěma projektory {\displaystyle P_{1}} a {\displaystyle P_{2}}, které jsou dány vztahy {\displaystyle P_{1}=|e\rangle \langle e|} a {\displaystyle P_{2}=\mathbb {I} -P_{1}}. Pokud měření popsané těmito projektory provedeme v čase {\displaystyle t}, mohou nastat jen dvě možnosti: buď po měření nalezneme systém ve stavu {\displaystyle |e\rangle }, to jest v počátečním excitovaném stavu, anebo ne, v kterémžto případě došlo k "rozpadu". Pravděpodobnost {\displaystyle p(t)}, že systém setrval v původním stavu po tomto měření, je v souladu se zákony kvantové mechaniky dána Bornovým pravidlem
{\displaystyle p(t)=|\langle e|\psi (t)\rangle |^{2}.}
Když do tohoto vzorce doplníme výše uvedený předpis pro časový vývoj pro krátké časy, obdržíme pro pravděpodobnost výraz
{\displaystyle {\begin{aligned}p(t)&\approx \left|1-i{\frac {t}{\hbar }}\langle e|H|e\rangle -{\frac {t^{2}}{2\hbar ^{2}}}\langle e|H^{2}|e\rangle \right|^{2}\\&=\left(1-{\frac {t^{2}}{2\hbar ^{2}}}\langle e|H^{2}|e\rangle \right)^{2}+\left({\frac {t}{\hbar }}\langle e|H|e\rangle \right)^{2}\\&\approx 1-{\frac {t^{2}}{\hbar ^{2}}}\langle e|H^{2}|e\rangle +{\frac {t^{2}}{\hbar ^{2}}}\langle e|H|e\rangle ^{2}\\&=1-{\frac {t^{2}}{\hbar ^{2}}}(\Delta H)_{e}^{2},\end{aligned}}}
kde jsme ve třetím řádku zanedbali jeden člen, který byl řádu {\displaystyle t^{4}}, a kde {\displaystyle (\Delta H)_{e}={\sqrt {\langle e|H^{2}|e\rangle -\langle e|H|e\rangle ^{2}}}} je směrodatná odchylka pro měření energie systému v počátečním stavu {\displaystyle |e\rangle }. Tato směrodatná odchylka nezávisí na čase a z právě odvozeného vzorce tak vidíme okamžitě, že pro velmi malé časy {\displaystyle t\ll 1} je pravděpodobnost {\displaystyle p(t)} prakticky rovna jedné. Jinými slovy, systém bude po krátkém čase skoro vždy nalezen v počátečním excitovaném stavu.
Nyní si můžeme představit, že nestabilní systém sledujeme po dobu {\displaystyle T}, kterou si rozdělíme do velkého množství {\displaystyle N} malých intervalů, z nichž každý trvá dobu {\displaystyle \Delta T=T/N}. V čase {\displaystyle t=0} se systém nachází v excitovaném stavu a začne podléhat volnému vývoji řízenému svým Hamiltoniánem {\displaystyle H}. V čase {\displaystyle t=\Delta T} provedeme první měření, po němž necháme systém opět volně vyvíjet, abychom ho opět v čase {\displaystyle t=2\Delta T} podrobili měření dalšímu. Tento střídavý proces neustále opakujeme a tak má systém vždy jen nanejvýš {\displaystyle \Delta T} času se volně vyvinout, než ho vystavíme měření. Pravděpodobnost, že při všech {\displaystyle N} po sobě jdoucích měřeních obdržíme systém v excitovaném stavu, je zjevně rovna {\displaystyle p_{N}=(p(\Delta T))^{N}}. Explicitně tedy
{\displaystyle p_{N}\approx \left(1-{\frac {T^{2}}{N^{2}\hbar ^{2}}}(\Delta H)_{e}^{2}\right)^{N}.}
Provedeme-li limitu tohoto výrazu pro {\displaystyle N\to \infty }, dostaneme
{\displaystyle \lim _{N\to \infty }p_{N}=1.}
Jinými slovy, pro dostatečně krátké intervaly mezi měřeními je v podstatě jisté, že systém zůstane ve svém počátečním stavu, bez ohledu na to, jak vypadá jeho volný časový vývoj. To je podstata kvantového Zenónova jevu. Obměnou výše uvedeného matematického odvození lze ukázat, že pro pozorování tohoto jevu není třeba provést měření, ale stačí, když systém jistým způsobem interaguje s okolím.

## Příklady

### Rozpad nestabilního systému
Kvantový Zenónův jev byl zpočátku studován v kontextu nestabilních částic, které podléhají samovolnému rozpadu. Podobným příkladem je částice, která se sice nerozpadá, jejíž stav má ale tendenci přejít do stavu jiného. Vezměme si pro konkrétnost za systém excitovaný atom, jehož energetický stav se nachází na nestabilní hladině. Kdybychom nechali tento atom volně vyvíjet, přešel by tento po krátké době na stabilnější hladinu o nižší energii, přičemž by se přebytečná energie uvolnila ve formě vylétnuvšího fotonu. Tohoto fotonu lze využít jako prostředku pro monitorování atomu. Detekujeme-li foton, znamená to, že atom přešel z nestabilní hladiny na tu stabilní. Pakliže žádný atom nedetekujeme, k přechodu mezi hladinami nedošlo a atom se tak stále nachází v počátečním stavu.
Pokud nevystavujeme atom žádnému měření, přejde tento z excitovaného do základního stavu průměrně za dobu {\displaystyle \Gamma }. Jestliže však neustále sledujeme, vyšel-li z atomu foton či nikoliv, lze tuto dobu v ideálním případě prodloužit do nekonečna. Atom tak neustále setrvává v excitovaném stavu, což je přímým projevem kvantového Zenónova jevu. V reálnějším případě, který došel i experimentální realizace, atom dříve či později deexcituje. Průměrná doba, po kterou atom zůstává excitován, je nicméně znatelně delší než {\displaystyle \Gamma }.

### Příklad s polarizací
Kvantový Zenónův jev lze názorně ilustrovat na příkladu polarizace fotonu. Uvažujme pro jednoduchost situaci, kdy je foton polarizován vertikálně a nechme tento foton prolétnout půlvlnnou destičkou. Tato destička otočí směr polarizace fotonu o malý úhel {\displaystyle \Delta \varphi }. Pokud nyní za sebe postavíme {\displaystyle N} takovýchto destiček a necháme foton prolétnout jednou po druhé, bude jeho polarizace nakonec stočena o úhel {\displaystyle N\Delta \varphi } od svislého směru. Tento případ lze považovat za volný časový vývoj polarizace fotonu. Při konkrétní volbě {\displaystyle \Delta \varphi =N\pi /2} vychází foton z poslední destičky polarizován horizontálně, a výsledná polarizace je tak kolmá na tu původní.
Nyní si představme situaci, kdy foton o libovolné polarizaci necháme proletět polarizátorem, který propouští jen vertikálně polarizované světlo. Následkem toho buď foton projde polarizátorem vertikálně polarizován, anebo je polarizátorem pohlcen. Tyto dvě možnosti odpovídají jednomu kvantovému měření. Vezmeme-li nyní sérii {\displaystyle N} půlvlnných destiček z předchozího odstavce a za každou umístíme polarizátor, dochází k tomu, že polarizace fotonu, která je každou půlvlnnou destičkou stočena o úhel {\displaystyle \Delta \varphi }, je polarizátorem nucena se vrátit do původního, vertikálně polarizovaného, stavu. S jistou malou pravděpodobností také může být místo toho foton v libovolném z polarizátorů pohlcen.
Jak je však rozebráno v oddíle výše, je-li úhel stočení {\displaystyle \Delta \varphi } zvolen dostatečně malý, lze zanedbat případy, kdy je foton pohlcen, a celkově tak dostáváme situaci, kdy foton vyletí z celé sady půlvlnných destiček a polarizátorů ve stavu, který je totožný se stavem původním. A to i přes to, že každá z destiček zdánlivě otočila polarizaci o úhel {\displaystyle \Delta \varphi }. Pro výše provedenou konkrétní volbu {\displaystyle \Delta \varphi =N\pi /2} tak dostáváme dvě zcela opačné situace: v té první, bez polarizátorů, vyletěl foton v horizontální polarizaci; v té druhé, s polarizátory, vyletěl v polarizaci vertikální.